# Martha Albrand
Pour les articles homonymes, voir Albrand.
Martha Albrand, née Heidi Huberta Freybe le 8 septembre 1910 ou 1914 à Rostock dans le grand-duché de Mecklembourg-Schwerin et morte le 24 juin 1981 à New York, est une femme de lettres américaine d’origine allemande, auteure de roman policier. Ses premiers romans sont signés Katrin Holland.

## Biographie
Née dans une famille aisée, elle fréquente les meilleures écoles françaises et italiennes avant de parcourir le Moyen-Orient. Elle quitte l'Allemagne nazie pour la Grande-Bretagne puis, en 1937, les États-Unis. Elle devient citoyenne américaine en 1938.
De 1930 à 1939, elle écrit en allemand plusieurs romans, dont en 1938 Carlotta Torresani qui devient un best-seller. En 1942, elle écrit en anglais No Surrender, histoire romancée du mouvement clandestin allemand. Ce roman est perçu par le public comme un suspense. Elle décide alors de continuer dans ce genre littéraire. En 1948, elle publie Les morts ne parlent plus (After Midnight) qui obtient en 1950 le grand prix de littérature policière. L'atmosphère de ce roman « n'est pas sans rappeler les livres de Patricia Highsmith », selon Michel Amelin .

## Œuvre

### Romans signés Katrin Holland
- Man spricht über Jacqueline, 1926
- Wie macht man das nur ???, 1930
- Unterwegs zu Alexander : Ein Liebesroman, 1932
- Die silberne Wolke : Ein Roman aus unserer Zeit, 1933
- Babett auf Gottes Gnaden, 1934
- Das Mädchen, das niemand mochte, 1935
- Das Frauenhaus, 1935
- Carlotta Torresani, 1938
- Einsamer Himmel, 1938
- Vierzehn Tage mit Edita, 1939
- Helene, 1940
- The Obsession of Emmet Booth, 1957

### Romans signés Martha Albrand
- No Surrender, 1942
- Without Orders, 1943
- Endure No Longer, 1944
- None Shall Know, 1945
- Remembered Anger, 1946
- After Midnight, 1948
  - Les morts ne parlent plus, trad. de Maurice-Bernard Endrebe, Paris, Presses de la Cité Un mystère hors-série no VII, 1949, 255 p. (BNF 31707772)
- Whispering Hill, 1947
- Wait for the Dawn, 1950
- Desperate Moment, 1951
  - Après le désespoir, trad. de Lucienne Molitor, Verviers, Belgique, Éditions Marabout no 76, 1958, 219 p. no 176 (BNF 31707770)
- The Hunted Woman, 1953
  - Traqués dans la nuit, trad. de Roger W. Allard, Verviers, Belgique, Éditions Marabout no 147, 1958, 214 p. no 147 (BNF 31707773)
- Nightmare in Copenhagen, 1954
- The Mask of Alexander, 1955
  - Le Masque d’Alexandre, Verviers, Belgique, Éditions Marabout no 177,, 1956, 211 p. no 147 (BNF 31707771)
- The Story That Could Not Be Told, 1956 (autre titre The Linden)
- A Day in Monte Carlo, 1959
- Meet Me Tonight, 1960 (autre titre Return to Terror)
- A Call from Austria, 1963
- The Door fell Shut, 1966
- Rhine Replica, 1969
- Manhattan North, 1971
- Zurich/AZ 900, 1974
- A Taste of Terror, 1976
- Intermission, 1978 (autre titre Final Encore)

### Roman signé Christine Lambert
- The Ball, 1961
- A Sudden Woman, 1964
  - Une femme, soudain, trad. de Claude Elsen, Paris, Éditions Plon, 1966, 249 p. (BNF 33069524)

## Filmographie
- 1933 : Die Nacht der großen Liebe, film allemand d'après une histoire de Katrin Holland réalisé par Géza von Bolváry
- 1937 : Man spricht über Jacqueline, film allemand, adaptation de Man spricht über Jacqueline réalisée par Werner Hochbaum
- 1950 : Le Dénonciateur, film américain, adaptation réalisée par Mitchell Leisen
- 1953 : Aventures à Berlin, film britannique, adaptation de Desperate Moment réalisée par Compton Bennett
- 1954 : Nightmare in Copenhagen, épisode de la série télévisée américaine Climax!, adaptation du roman éponyme

## Prix
- Grand prix de littérature policière 1950 pour Les morts ne parlent plus[3]

## Sources
- Claude Mesplède, Dictionnaire des littératures policières, vol. 1 : A - I, Nantes, Joseph K, coll. « Temps noir », 2007, 1054 p. (ISBN 978-2-910-68644-4, OCLC 315873251), p. 48-49.